# Прейгерзон, Григорий Израилевич
Цви́-Ги́рш (Григо́рий Изра́илевич) Прейгерзо́н (псевдоним — А.Цфони; 1900, Шепетовка
Волынской губернии — 1969, Москва; прах захоронен в киббуце Шфаим, Израиль) — еврейский писатель, писавший на иврите. Известен также как крупный специалист в области обогащения угля, автор учебников, монографий и изобретений, доцент Московского Горного института (сегодня – Горный институт НИТУ «МИСиС»).
Творчество на иврите занимало главное место в его жизни. Издание книг на иврите было запрещено советскими властями, и Прейгерзон вынужден был скрывать свою литературную деятельность. В 1949 г. он был арестован и 6 лет провёл в лагерях. С 1960-х годов произведения Прейгерзона печатались в Израиле, большая часть опубликована уже после его смерти.

## Биография

### Детство и юность
Цви-Гирш (или Герш) Прейгерзон родился в городке Шепетовка Волынской губернии. Отец писателя — Израиль Прейгерзон (1872—1922) — уроженец местечка Красилов, имел небольшое ткацкое дело. Мать писателя — Рахиль (Раиса), в девичестве Гальперина (1872—1936), также из Красилова, происходила из рода известного раввина Дова-Бера Карасика. Родители дали Цви-Гиршу традиционное религиозное образование, в семье почитали еврейскую культуру и дома говорили на языках идиш и иврит. С раннего детства Цви-Гирш проявил особую одарённость, начал писать стихи и рассказы на иврите. Отец послал тетрадки сына Хаиму-Нахману Бялику, который отметил способности мальчика и посоветовал дать ему хорошее образование на иврите. В 1913 году родители отправили Цви-Гирша в Палестину в гимназию «Герцлия». Вернувшись летом 1914 г. на каникулы, он из-за начавшейся Первой мировой войны не смог вновь выехать из России, но год, проведённый в «Герцлии», оказал сильное влияние на его судьбу. В 15 лет он научился читать по-русски, поступил в одесскую гимназию, обучался также игре на скрипке, по вечерам посещал иешиву (хотя к 16 годам отошёл от религии), учился у раввина Хаима Черновица, Бялика, Иосифа Клаузнера. В этот период в Одессе окончательно определилось литературное призвание Прейгерзона.
После Октябрьской революции иврит в России был запрещён, и литературное творчество на иврите стало опасным занятием. Прейгерзон столкнулся с серьёзной проблемой: с одной стороны, он мечтал вернуться в Эрец-Исраэль, с другой стороны, хотел получить высшее образование, что стало в то время наконец возможным для евреев. Он решил окончить университет, приобрести специальность и после этого уехать. Но через несколько лет отъезд за границу из СССР стал невозможен.

### Творчество 20-30-х годов
После недолгого пребывания в Красной Армии в 1920 г. Прейгерзон поступил в Московскую Горную академию и с течением лет стал одним из ведущих специалистов в СССР по обогащению угля. Вместе с тем, он продолжал писать на иврите. С 1927 по 1934 г. Прейгерзон печатал рассказы и стихи в ивритских журналах и сборниках в Эрец-Исраэль и других странах: «Ха-Ткуфа», «Ха-Олам», «Ха-Доар» и др.
В этот период был создан цикл рассказов «Путешествия Bениамина Четвертого» (по аналогии с «Путешествиями Вениамина Третьего» Менделе Мойхер-Сфорима).
В этих рассказах отражены его впечатления о путешествии по городам и местечкам бывшей российской черты оседлости. Герои описаны с большой теплотой, мягким юмором и любовью — те, кто оказался после революции в тяжёлой ситуации разрушения религиозно-национальных традиций. В рассказе «Машиах Бен-Давид», 1934, Прейгерзон писал: «Сегодня мало кто помнит, как в нашей стране одно за другим исчезали еврейские местечки, словно их и не было! Те евреи, которым удалось спастись во время погромов, были сметены с лица земли другой бурей. Марш пятилеток шагал по улочкам моего детства из дома в дом…».
С началом Большого террора в Советском Союзе (1934 г. — убийство Кирова) контакты с зарубежными странами стали смертельно опасны. Прейгерзон вынужден был прекратить посылать рассказы за границу, но продолжал писать «в стол». Последний рассказ этого периода «Мой первый круг» был написан в 1936 г.

### Война и Катастрофа в творчестве писателя
Прейгерзон снова обратился к ивриту после начала войны в 1941 г. Отозванный из народного ополчения, он был направлен Министерством угольной промышленности СССР на работу в Караганду (Карагандинский угольный бассейн после захвата немцами Донбасса стал одним из основных угледобывающих центров страны).
Трагедия евреев во время войны потрясла писателя. Он начал писать роман «Би-д’ох ха-менора» («Когда погаснет лампада»). Действие романа происходит в украинском городке Гадяч, где жило много евреев. На кладбище городка похоронен основоположник Хабада, рабби Шнеур Залман из Ляд, на могиле которого поддерживается Вечный огонь, не потухающий более ста лет. Когда во время оккупации немцами и украинскими полицаями были уничтожены евреи городка, погас и светильник. В конце романа звучит тема Сиона — страны, где евреи могут быть свободны и независимы. Прейгерзон писал свой роман по ночам, втайне даже от членов семьи. В дальнейшем автор возвращался к роману вновь и вновь, последние страницы написаны в 1962 году. Он был напечатан в Израиле ещё при жизни автора — в 1966 г., под названием «Вечный огонь», под псевдонимом А. Цфони («Северный»).
С 1945 по 1948 год Прейгерзон продолжал писать рассказы, основная тема которых — война и Катастрофа. В творчестве этого периода ощущается поворот автора к еврейской религиозной традиции, от которой он отошёл в юности. В рассказе «Шаддай» (1945) о спасении украинской женщиной еврейской девочки особая роль принадлежит талисману рабби Ицхака Лурия, жившего в Цфате за четыреста лет до того. Этот медальон в семье Лурия переходил из поколения в поколение. В нём был «пергамент, на котором рукой великого каббалиста было написано слово „Шаддай“… в середине главной буквы сияла точка, как знак высшего света…» В рассказе «Ха-нистар» («Раскаявшийся грешник», 1946) Прейгерзон пишет о евреях, ставших инженерами и врачами, которые после постигших их во время войны несчастий вернулись к вере отцов: «Крадутся в синагогу бочком да незаметно — совсем как испанские марраны». При советской власти посещение синагоги было далеко не безопасным. Автор отождествляет себя с одним из таких посетителей синагоги.

### Арест (1949-55) и творчество 1960-х
1 марта 1949 г. Прейгерзон был арестован вслед за арестами его друзей — соратников по ивриту: Цви Плоткина  (1895—1968) и Меира Баазова (1915—1970). Прейгерзон был осуждён на десять лет лагерей как участник «антисоветской националистической группы». Аресты были спровоцированы их знакомым, называвшим себя Сашей Гордоном.
Прейгерзон отбывал наказание в лагерях Караганды, Инты, Абези, Воркуты. В Воркуте его использовали на работах по специальности. К концу пребывания он руководил научно-исследовательской лабораторией по обогащению угля. В конце 1955 г. он был реабилитирован.
В лагерях Прейгерзон обучал молодых евреев ивриту и еврейской истории. Его «ученик» Меир Гельфонд, в будущем врач, стал основателем одного из первых ульпанов в Москве в 60-е годы.
По возвращении в Москву, Прейгерзон написал «Йоман зихронот 1949—1955» («Дневник воспоминаний») — документальные рассказы о людях, встреченных во время пребывания в лагерях. Перед нами проходят сотни судеб. То было время, когда после убийства Михоэлса в 1948 г. наиболее выдающиеся деятели еврейской культуры были уничтожены или сосланы в лагеря. В лагерях Прейгерзон встретил поэтов Самуила Галкина, Якова Штейнберга, Иосифа Керлера и других. «Дневник воспоминаний» был опубликован в Израиле в 1976 году в издательстве «Ам овед».
После возвращения из лагеря Прейгерзон был восстановлен в должности доцента Московского Горного института, занимался преподавательской и научно-исследовательской работой, писал учебники и монографии по обогащению угля, ставшие настольными для специалистов горного дела. А по ночам он писал художественные произведения на иврите. «Ещё в тюрьме я понял, что не оставлю иврита, и я верен этой клятве и поныне» («Дневник воспоминаний»).
Рассказ «Иврит» (1960), написанный от первого лица, во многом автобиографичен. Главным «действующим лицом» в нём является сам иврит, на котором говорит в застенках тюрьмы заключённый. Рассказ «Двадцать храбрецов» (1965) повествует о возрождении синагоги пенсионерами в одном из городов на Украине, вопреки желанию властей. «А в праздник Симхат-Тора в нашей синагоге появилась молодёжь. Вначале это были студенты. И наконец их пришло уже столько, что многие остались стоять во дворе. Молодые люди пели на иврите и идише, радовались своему возвращению в еврейство…» Это отразило начало массового движения в Израиль, свидетелем которого Прейгерзон стал в конце жизни. Оба эти рассказа были напечатаны в Израиле в газете «Давар» в 1965 и в 1966 гг. под псевдонимом А. Цфони. Произведения «А. Цфони» имели успех у читателей, но лишь немногие знали их истинного автора. Рассказ «Иврит» был рекомендован для чтения школьникам.
Последним произведением Прейгерзона был роман «Роф’им» («Врачи»). Писатель намеревался написать о «деле врачей», но успел завершить только первую часть романа, которая представляет собой ценный историко-литературный материал. Эта часть романа была издана в Израиле отдельной книгой «Ха-сипур ше-ло нигмар» («Неоконченная повесть») в издательстве «Ха-киббуц ха-меухад» (1991). Книга содержит также несколько стихотворений Прейгерзона.
Читая периодику и книги на иврите, доступные в то время для чтения в Ленинской библиотеке, Прейгерзон постоянно работал над языком, следил за развитием иврита в Израиле. В 60-х годах он переписал ряд своих ранних рассказов с учётом изменений в языке.

## Творческое наследие
Прейгерзон скоропостижно скончался от сердечного приступа 15 марта 1969 года, не дождавшись осуществления своей заветной мечты — репатриации в Израиль. Незадолго до смерти он вышел на пенсию, сдал в печать книгу «Обогащение угля», полагая в дальнейшем заниматься только литературной работой на иврите. Судьба распорядилась иначе. По завещанию урна с его прахом была послана семьёй писателя в Израиль и там захоронена на кладбище киббуца Шфаим.
Архив писателя перед его арестом, в 1948 году, в самый тяжёлый и опасный период преследований евреев, был спрятан и спасён его женой Леей. Часть произведений была переслана в Израиль в 50-е годы с большими предосторожностями через сотрудников израильского посольства в Москве: посла Иосифа Авидара (двоюродного брата Цви) и секретаря посольства Давида Бартова. За этим последовало появление в израильской печати произведений «А.Цфони». Остальной архив с большими трудностями был перевезён детьми писателя при репатриации в Израиль в 70-е годы.
Израильские писатели и общественность высоко оценили творчество Цви Прейгерзона. Его творческое наследие находится в Институте Каца по исследованию литературы на иврите при Тель-Авивском университете. Профессор Хагит Гальперин подготовила к печати произведения Прейгерзона и написала ряд статей о нём.
Книга «Хевлей шем» («Бремя имени»), куда вошло большинство рассказов Прейгерзона, вышла в Тель-Авиве в издательстве «Ам овед» в 1985 году. Она сопровождается подробной библиографией.
Творчеству Прейгерзона были посвящены конференции и творческие вечера в Тель-Авиве, Иерусалиме, Беер-Шеве и других городах, где выступали крупнейшие писатели Израиля. Вот несколько высказываний:
«Это одно из великих чудес: как можно так хорошо писать на иврите, находясь настолько далеко отсюда. Прейгерзон любил иврит всем сердцем и душой, творил на нем — и творил его» (Аарон Мегед, выступление в Музее диаспоры, Тель-Авив, 1989).
«У нас было два писателя, два столпа, возвышавшихся над общим пейзажем, — с одной стороны Агнон, с другой стороны — Хазаз. …Между ними недоставало середины, промежуточного звена. Когда Вы читаете Прейгерзона — как он пишет о еврейском местечке, как он пишет о революции и о Катастрофе, вы понимаете, что это и есть то, чего нам не хватало все эти годы! — добротной реалистической прозы, не скрывающейся за аллегориями. Общий его стиль — это реализм, эпический размах, непосредственность выражения и язык без маньеризма, и тогда вы замечаете маньеризм Агнона и маньеризм Хазаза, и душа ваша просто отдыхает, когда вы читаете реалистические, ясные и понятные, при всем богатстве и красоте их языка, рассказы Прейгерзона. …Мне кажется, что вся израильская литература после 20—30-х годов выглядела бы иначе, если бы Прейгерзон приехал сюда и писал здесь» (Моше Шамир, выступление в Доме Писателя, Тель-Авив, 1993).
«Если бы не Цви Прейгерзон и подобные ему, хранившие „тлеющие угольки“ иврита в СССР, в жестоких условиях подполья, в условиях гонений на иврит, — если бы эта искра не сохранилась и не перешла к следующему поколению, то неизвестно, возникло ли бы явление, которое мы сейчас называем еврейским возрождением в Советском Союзе» (проф. Михаэль Занд, выступление в Музее диаспоры, 1989).
В 1999 г. был напечатан сборник рассказов Прейгерзона «Бремя имени» в переводе на русский язык Лили Баазовой (изд. Лимбус-Пресс, Санкт-Петербург). В 2005 г. вышел на русском языке «Дневник воспоминаний бывшего лагерника (1949—1955)» в переводе Исраэля Минца (Москва, «Возвращение» — Иерусалим, «Филобиблон»).
В русскоязычной прессе (в России, в Израиле, в США) появилось большое количество статей, исследований, отзывов, рецензий на произведения Прейгерзона (Лея Алон, 1991; Авраам Белов (Элинсон), 1998; Аркадий Мазин, 1999; Аркадий Красильщиков, 1999; Александр Белоусов,1999; Михаил Синельников, 1999; Александр Любинский, 2000; Шуламит Шалит, 2004 и др.) В 2002 году в Москве в Еврейском культурном центре на Никитской состоялось торжественное заседание, посвящённое Прейгерзону.
В 2008 году муниципалитет Тель-Авива присвоил имя Цви Прейгерзона одной из улиц города.
В 2015 г. в Иерусалиме на русском языке вышла книга Нины Липовецкой-Прейгерзон «Мой отец Цви Прейгерзон».

## Семья
- Жена — Лия Прейгерзон, урожд. Зейгерман (1903—1986).

Дети:
- - Аталия Прейгерзон (1928—2015), врач.
  - Нина Липовецкая-Прейгерзон (р. 1930), врач.
  - Вениамин Прейгерзон (1937—2012), инженер.

Правнук Цви Прейгерзона, старший сержант Галь Кейдан погиб в теракте на перекрёстке Ариэль 17 марта 2019 года.

## Список произведений
Художественная литература
На иврите:
- «Эш ха-тамид» («Вечный огонь»): Роман. — Тель-Авив: Изд-во «Ам овед» , 1966. — 404 с. (Издан под псевдонимом А.Цфони).
- «Йоман зихронот, 1949—1955» («Дневник воспоминаний 1949—1955»). — Тель-Авив: Изд-во «Ам овед», 1976, 260 с.
- 2-е издание «Дневника воспоминаний»: «Махасегер: йоман зихронот ме-ха-маасар бе-Брит ха-Моацот», под ред. Хагит Гальперин и Рахели Стапек. — Тель-Авив: «Сифрият поалим», «Ха-киббуц ха-меухад», Тель-Авивский университет, 2012.
- «Хевлей шем» («Бремя имени»): Сб. рассказов. — Тель-Авив: Изд-во «Ам овед», 1985, 314 с.
- «Ха-сипур ше-ло нигмар» («Неоконченная повесть»): 1-я часть неоконченного романа «Роф’им» («Врачи»); стихи, отрывки из дневников. — Тель-Авив: Изд-во «Ха-киббуц ха-меухад», 1991, 222 с.

В переводе на русский язык:
- Бремя имени: Рассказы (перевод Лили Баазовой). — Санкт-Петербург: Изд-во «Лимбус-Пресс», 1999, 223 с.
- Дневник воспоминаний бывшего лагерника 1949—1955 (перевод Исраэля Минца). — Москва—Иерусалим: Изд-во «Возвращение» — «Филобиблон», 2005, 304 с.
- Неоконченная повесть (перевод Вениамина Прейгерзона). — Иерусалим: «Филобиблон», 2011, 278 с. (Перевод получил премию Юрия Нагибина.)
- Когда погаснет лампада (роман, перевод Алекса Тарна). — М.: «Книжники», 2014.
- В лесах Пашутовки (полное собрание рассказов, перевод Алекса Тарна). — М.: «Книжники», 2017.

Книги по специальности
- «Примеси в угле и способы их удаления». — М.: «Гориздат», 1932.
- «Опробование полезных ископаемых». — М.: «Горно-геолого-нефтяное изд-во», 1933.
- «Общий курс обогащения угля» (стеклографическое издание). — Л.: ОНТИ, 1933-34.
- «Общий курс обогащения угля». — Москва—Грозный—Ленинград—Новосибирск: «Горгеонефтиздат», 1934, 312 с.
- Левенсон Л. Б., Прейгерзон Г. И. Дробление и грохочение полезных ископаемых : Утв. ГУУЗ Нар. ком. угольной пром. в качестве учебника для горных втузов. — М.—Л.: Гостоптехиздат, 1940. — 772 с.
- «Обогащение угля (общий курс)». — Москва—Ленинград: «Государственное научно-техническое издательство нефтяной и горно-топливной литературы», 1941, 407 с. Из-за начала войны книга не была выпущена.
- «Обогащение угля» — учебник для горных ВУЗов. — Москва—Ленинград: «Углетехиздат», 1948, 495 с.
- «Основы обогащения углей» — учебник для горных техникумов. — М.: «Углетехиздат Западугля», 1948, 191 с.
- «Обогащение угля». — М.: Изд-во «Недра», 1964, 540 с.
- «Обогащение угля». — М.: Изд-во «Недра», 1969, 471 с. Книга вышла в свет после смерти автора.